# 约旦河座
约旦河座（拉丁语：Jordanus）是一个已经被废除的星座。它是由荷兰天文学家皮特鲁斯·普兰修斯于17世纪初创建，但后来约翰·波得出版的星图被没有接受这个星座，并迅速被遗忘。
约旦河座的起点位于现在的猎犬座，流经小狮座和天猫座，终点位于鹿豹座附近。